# Crêt de la Neuve
Le crêt de la Neuve est un sommet du massif du Jura culminant à 1 494 m d'altitude, situé dans le canton de Vaud, en Suisse.

## Toponymie
Son nom évoque la montagne sur laquelle a été créé un nouvel alpage.

## Géographie

### Situation
Le crêt de la Neuve est situé sur les territoires des communes de Longirod, au sud-est, de Marchissy au sud-ouest et du Chenit au nord. Il se trouve à la bordure est du massif du Jura et domine la pente orientale du massif plongeant sous la molasse du Plateau suisse. Il est situé à 5 km au sud-est de la vallée de Joux et à 3,5 km au sud-ouest du col du Marchairuz. À plus de 5 km à l'ouest-sud-ouest, se trouvent les sommets du mont Sâla (1 510 m), du mont Pelé (1 534 m) et du Noirmont (1 567 m), tandis qu'à moins de 10 km au nord-est, se situe le sommet du mont Tendre (1 679 m).

### Topographie
Le crêt de la Neuve est situé le long d'une ligne de crête d'orientation NE-SO dominant deux dépressions à l'ouest et à l'est. À l'ouest se trouve la combe des Amburnex, située à 150 m en contrebas du sommet. À l'est, le flanc du crêt est très raide et domine la petite combe du Petit Pré de Rolle de plus de 100 m ; à 5 km à l'est, commence le domaine du Plateau suisse situé à plus de 700 m en contrebas.

### Géologie
Le sommet du crêt de la Neuve est constitué de calcaires datant du Portlandien présentant par endroits des surfaces lapiazées. Il est situé sur la partie supérieure du flanc occidental d'un anticlinal où les couches présentent un faible pendage (15° environ). À 200 m au sud-est du sommet, se trouve la charnière de l'anticlinal où les couches du flanc oriental sont quasiment verticales pour plonger dans la gouttière synclinale du Petit Pré de Rolle. À 50 m à l'est-nord-est du crêt, commencent à affleurer les niveaux calcaires portlandiens remaniés contenant des fossiles d'un lamellibranche caractéristique des niveaux du Kimméridgien supérieur nommé Exogyra virgula. La combe des Amburnex constitue quant à elle un petit synclinal constitué de calcaires du Crétacé inférieur,.